# Rue Masseran
La rue Masseran est située dans le 7e arrondissement de Paris. 

## Situation et accès
La rue Masseran, d'une longueur de 122 mètres, située dans le 7e arrondissement de Paris, quartier de l'École-Militaire, débute au 5, rue Éblé et se termine aux 6-10, rue Duroc.
Elle se situe à peu près à mi-distance entre les stations Saint-François-Xavier et Duroc, où circulent les trains de la ligne 13.

## Origine du nom
Elle doit son nom à l'hôtel de Masseran ou Massérano, propriété du prince du même nom, situé à l'angle de la petite rue des Acacias, actuelle rue Duroc.

## Historique
Cette rue a été créée par arrêt du Conseil du roi du 30 juin 1790, sur les terrains appartenant à Alexandre-Théodore Brongniart, architecte du roi.
Ouverte avec une largeur de 17,55 mètres, une décision ministérielle du 12 décembre 1822 prescrivit la réduction de sa largeur à 12 mètres avant qu'une ordonnance royale en date du 20 septembre 1842 ne porta cette dimension à 17,50 mètres.
Au XIXe siècle la rue Masseran, d'une longueur de 303 mètres, était située dans l'ancien 10e arrondissement de Paris, quartier des Invalides, commençait aux 1-3, rue Neuve-Plumet et finissait aux 2-4, rue de Sèvres.
Les numéros de la rue étaient noirs. Le dernier numéro impair était le no 7 et le dernier numéro pair était le no 4.
En 1936, la rue Masseran est amputée d'une section qui prend le nom de « rue Maurice-de-La-Sizeranne ».

## Bâtiments remarquables et lieux de mémoire

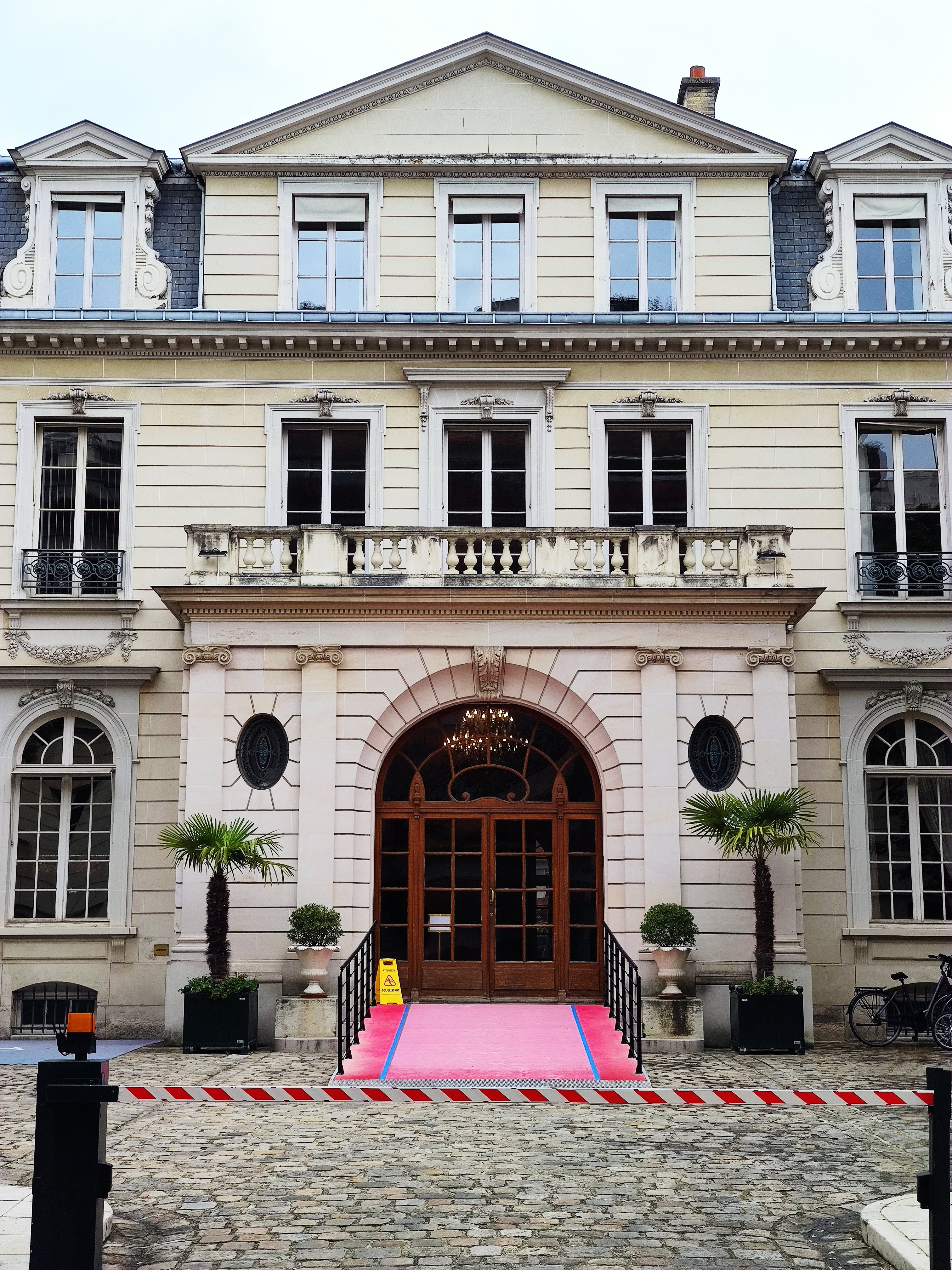
Nos 3-5.

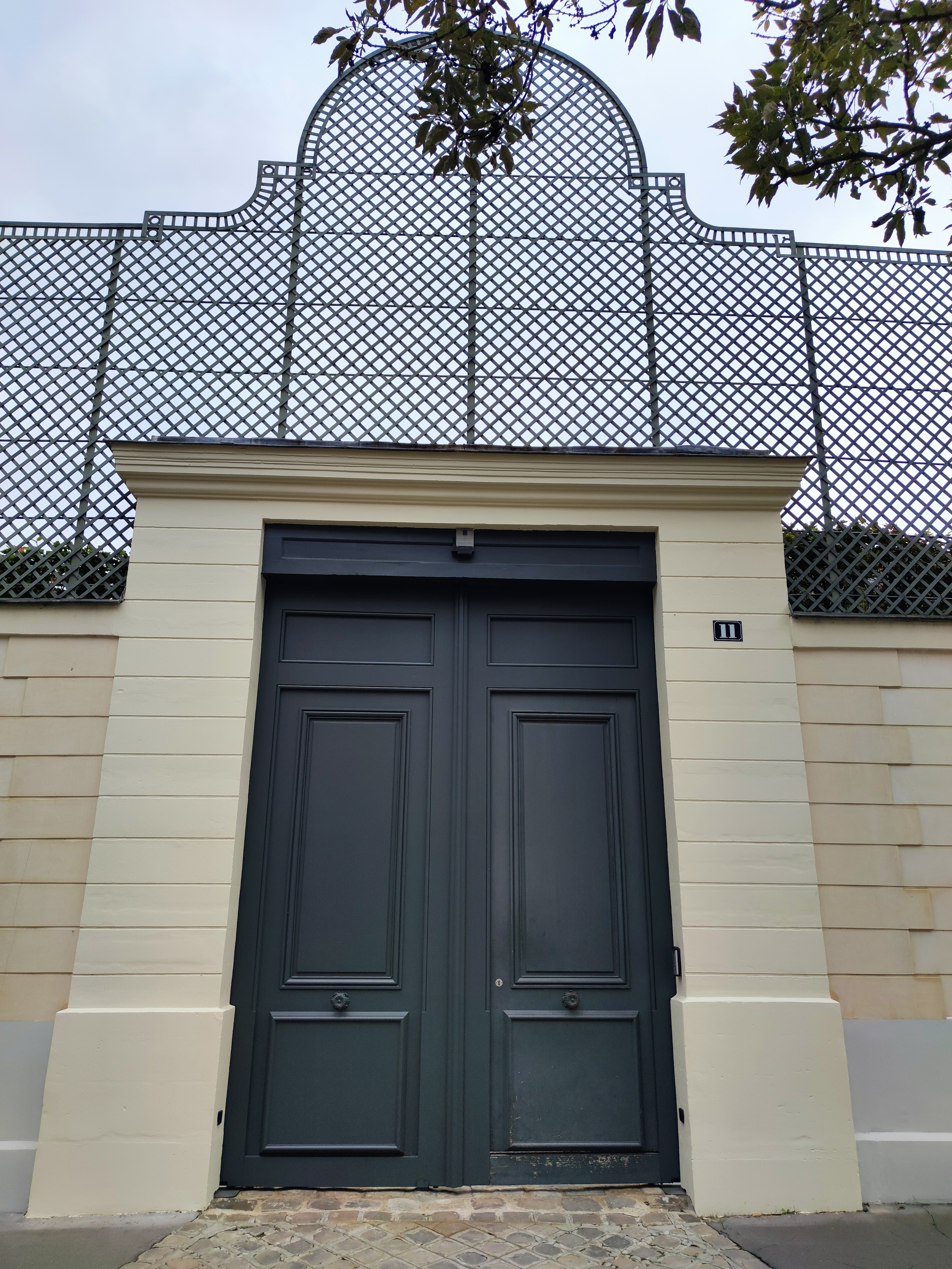
No 11 : entrée.

- Nos 3 à 5 : hôtel de Richepanse. Construit en 1787-1788 par Brongniart. Les façades de l'immeuble et des pavillons, la cour et le jardin sont classés parmi les monuments historiques par arrêté du 2 octobre 1961. Un décor intérieur rococo provient du 1, rue Saint-Honoré et a été remonté dans cet hôtel. Siège de la Fédération nationale des Caisses d'épargne.
- No 6 : gymnase Masseran.
- No 11 : hôtel de Masseran, dit aussi de Beaumont. Construit en 1787 par l'architecte Alexandre-Théodore Brongniart pour le prince Masserano. Cette propriété est contestée par les héritiers de Félix Houphouët-Boigny de la république de Côte d'Ivoire.